# Karin Debong-Gabinus
Karin Margareta Debong-Gabinus, född Debong 9 mars 1913 i Örebro, död 12 maj 2009 i Gränna, var en svensk konstnär.
Hon var dotter till grosshandlaren Josef Debong och Gerda Hanson samt gift med läkaren Olle Gabinus. Debong-Gabinus studerade vid Tekniska skolan i Stockholm 1933–1934 och vid Valands konstskola i Göteborg 1946–1947. Tillsammans med Zage Johanson ställde hon ut på Smålands museum i Växjö och hon medverkade i flera samlingsutställningar i Jönköping. Hennes konst består av porträtt och landskapsmotiv i olja.